# Deadhunter: Sevillian Zombies
Deadhunter: Sevillian Zombies es una película de los géneros terror y comedia escrita y dirigida por Julián Lara en 28 de noviembre de 2003.

## Argumento
Tras la parada de las obras del metro de Sevilla en los años 70 a raíz de un accidente que dejó sepultados a los trabajadores, se retoman más de 20 años después. Esto provoca que abran algunos túneles que habían quedado cerrados y de ellos salgan a la superficie una horda de muertos vivientes constituidos por los obreros que habían muerto. La ciudad entera se encuentra infestada por estas criaturas cuyo único objetivo es comer carne humana y que a pesar de sus lentos movimientos son altamente peligrosos y contagian a todo aquel que muerden. Los Deadhunters o cazadores de muertos, miembros de una unidad de élite capaz de hacerse cargo de la situación, tendrán que enfrentarse a ellos y descubrir el foco de la infección para poder controlarla.

## Reparto
- Beatriz Mateo
- María Miñagorri
- Julián Lara
- Dan Liaño
- José Manuel Gómez
- Jesús Gallardo
- David Ruz
- José Pedro Gil
- Carlos Asensio
- Darío Herrero
- David Márquez
- Leonardo Dantés

## Banda sonora
- Amanaman - "Ser sin alma"
- Gottemoaz - "Deadhunter Gottemoaz Theme" y "Striptease"
- Hypnosis - "La última semilla"
- Killer Barbies - "Going down"
- Leonardo Dantés - "El baile del pañuelo"
- Leprosy Terror - "Freedom to die, freedom to live"
- Narco
- Second Silence - "Quién?"
- Seguridad Social - "Esta noche tú me asesinarás"
- Soziedad Alkoholika - "Dosis de violencia"
- Spittle Dog - "Angie"
- Tanatossis - "Abandonados"
- Tralla&Ciezo - "Deadhunter Theme"